# 50-я Македонская дивизия
50-я Македонская дивизия НОАЮ (сербохорв. 50. македонска дивизија НОВЈ / 50. makedonska divizija NOVJ, макед. Педесетта македонска дивизија на НОВJ) — воинское формирование НОАЮ, участвовавшее в Народно-освободительной войне Югославии. Дивизия участвовала в освобождении Македонии от немецких войск.

## История
Дивизия образована 17 сентября 1944 в селе Митрашинци под Берово. В состав бригады вошли 4-я, 13-я и 14-я Македонские бригады, а также специально образованная артиллерийская бригада. В первой половине октября 1944 года в состав также вошли 19-я Македонская и Артиллерийская бригады (4-я бригада ушла в состав 51-й Македонской дивизии). Подчинялась Брегальнице-струмицкому армейскому корпусу. Участвовала в боях против немецких сил на линии Валандово — Струмица — Берово. 13 октября дивизией были взяты Берово и Пехчево, 22 октября — Кочане, 8 ноября — Штип и долина Брегалницы, 9 ноября — Свети-Никола. Сражалась в Скопье за гидроэлектростанцию Матка, 19 ноября взяла Тетово. В декабре расформирована.

## Штаб командования
- Кирил Михайловский — командир
- Димче Беловски — политрук
- Гёре Дамевский — политрук батальона